# All About Jazz
All About Jazz – strona internetowa założona w 1995 roku przez Michaela Ricciego, poświęcona muzyce jazzowej. Serwis był notowany w rankingu Alexa na miejscu 101 124.

## Profil wydawnictwa
All About Jazz jest efektem współpracy publicystów, projektantów graficznych, wydawców i samych muzyków. Poświęcony wszystkim gatunkom muzyki jazzowej i poszczególnym etapom jej historii. Zawiera artykuły, pliki do pobrania, recenzje albumów, galerie zdjęć i informacje o wydarzeniach (festiwale, koncerty) na scenie jazzowej. 
Notując około 500 tysięcy użytkowników odwiedzających stronę i generując 2,5 miliona odsłon miesięcznie All About Jazz jest najpopularniejszą na świecie stroną internetową, poświęconą jazzowi. Prowadzi podwitrynę Jazz Near You poświęconą wydarzeniom w świecie jazzu.
All About Jazz zdobył 13 razy (2002–2014) nagrodę Jazz Journalists Association w kategorii: najlepsza strona jazzowa roku (Best Jazz Website of the Year).
W 2009 roku All About Jazz został zaliczony przez dziennik The Independent do 25 najlepszych stron internetowych, obok takich witryn, jak: Classical Archives, eMusic, MixCloud, musicOMH, Pitchfork, Popjustice, Rock's Backpages, Songkick, Stereogum, The Arts Desk i The Quietus.
W styczniu 2014 roku powstała cyfrowa wersja All About Jazz, zatytułowana All About Jazz Magazine, mająca graficzną formę czasopisma, rozpowszechniana za pośrednictwem portalu Issuu jako cyfrowy Flash flipbook, możliwa też do pobrania. Nowy magazyn jest efektem współpracy Michaela Ricciego i All About Jazz oraz MFM Media, holenderskiej firmy, mającej swoje biuro w Nowym Jorku i zajmującej się marketingiem muzycznym.